# Marianne (serie televisiva)
Marianne è una serie TV francese.

## Trama
Una famosa scrittrice horror torna nella sua città natale e scopre che lo spirito malvagio che la perseguita in sogno sta provocando il caos nel mondo reale.

## Episodi
| Stagione       | Episodi | Prima TV Francia | Pubblicazione Italia |
| -------------- | ------- | ---------------- | -------------------- |
| Prima stagione | 8       | 2019             | 2019                 |